# 对李明博的批评

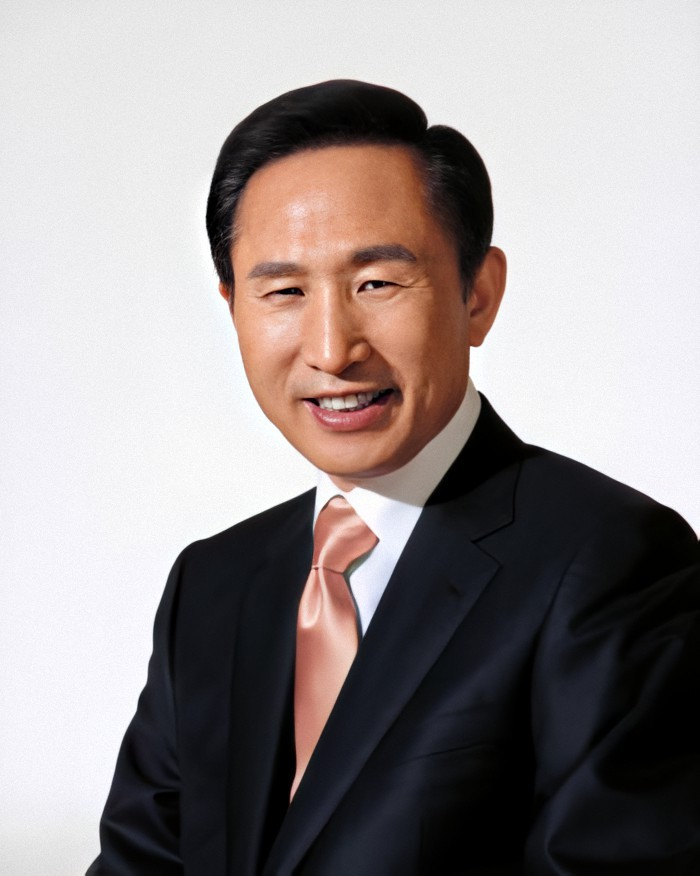
前任韩国总统李明博

对李明博的批评（韓語：이명박에 대한 비판）介绍与前任韩国总统李明博在施政举措、滥用职权各方面的批评和争议。

## 人物简介
李明博，本貫庆州李氏，首尔前市长，韩国第17任总统，从政前为韩国现代集团社长，因此被称为“CEO总统”。
李明博被揭在总统任内涉嫌滥用职权及私设秘密基金，2020年10月29日被韩国最高法院终审判监17年。

## BBK股价操纵案
2001年，李明博的商业合作伙伴金景俊以散布虚假并购消息等手段操纵BBK公司股票价格，导致大约5500名投资者共计损失约合6560万美元。同年12月，金景俊携款潜逃至美国，2007年被引渡回国，并因违反证券交易法受到起诉，引爆了李明博在当选总统前的第一起丑闻，即“BBK股价操纵案”。
然而，首尔中央地方检察厅检察官郑镐瑛在调查之后，宣布李明博对金景俊的行为并不知情，从而为李明博得以从容竞选总统打开了道路。但BBK丑闻在李明博总统任期内继续发酵，后来又曝出李明博动用总统职权，将BBK丑闻中追回的款项优先补偿给自己的哥哥李相得。

## 签订美国牛肉进口协定

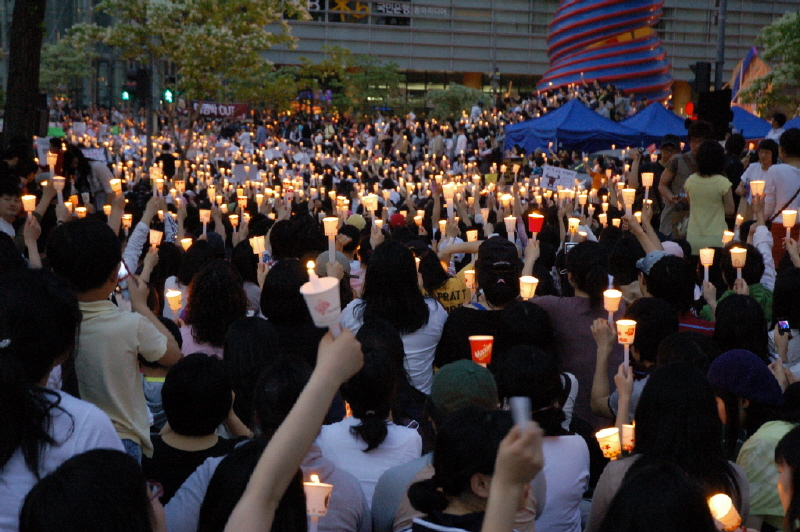
李明博政府在未进行政治协商的情况下匆忙签订美国牛肉进口协定，引发大规模的烛光示威运动

## 独裁者争议
前总统金大中曾称李明博是“独裁者”，批评他对北韩的强硬态度。2010年7月出版的《金大中自传》中评价道：“李总统对于韩朝问题没有理念”“错误理解了实用的概念”“露出了过去在建筑公司工作时目中无人的态度”“统一部、科技部、信息通信部、女性部等被认为是废除和精简的部门，但由我看来，这些是现在和未来让我们生存的部门。其短见是非常危险的。”

## 胞兄收贿
2012年7月11日，李明博的胞兄李相得因涉嫌收受银行与商业公司的贿赂而被检察院批捕。李相得被指控接受了来自所罗门储备银行、未来储备银行和可隆公司大约7.6亿韩元的贿赂。7月24日，李明博就此事向国民道歉。
2013年1月24日，韩国法院以受贿罪判处李相得2年监禁，法院同时还要求李相得偿还其所收受的7.5亿韩元非法资金。

## 日本外交相关争议
2012年8月10日，李明博登上了韩日有争议的独岛（日称“竹岛”），引起日本抗议。日本外相玄叶光一郎与韩国外交通商部长金星焕举行了电话会谈，就李明博此事表示了强烈抗议。日本政府也传召了韩国驻日大使，并已宣布召回驻韩国大使。

## 损毁名誉案
2017年9月19日，针对韩国国家情报院在李明博政府时期展开在线及离线活动攻击首尔市长朴元淳一事，朴元淳向检察厅起诉李明博和前国情院院长元世勋。朴元淳法律代理人韩泽根和闵炳德当天向首尔中央地方检察厅提交诉状，指控李明博，同时还起诉元世勋、前心理战团长闵丙周等10人，指控他们损毁名誉、违反《促进信息通信网络服务及个人信息保护法》。

## 涉嫌滥用职权及私设秘密基金指控
2017年10月16日，韩国检方启动调查李明博涉嫌滥用职权。12月27日，针对李明博涉嫌私设秘密基金一案，韩国检方专项调查组正式启动调查。2018年2月李明博因涉嫌受收贿、滥用职权、挪用公款等罪名被批捕。同年10月5日他被韩国中央地方法院判处15年监禁和罚款130亿韩圓。2020年2月19日，韩国首尔高等法院二审宣判，判处李明博17年有期徒刑，法院也向李明博处罚金130亿韩币，并另外追缴57亿8千余万韩币。
2020年10月29日，韩国最高法院进行终审宣判，维持二审判决结果，判处李明博17年监禁；在终审判决生效后，李明博于11月2日结束保释并入狱服刑。